# Klein Lessen
Klein Lessen ist eine Ortschaft der Stadt Sulingen im niedersächsischen Landkreis Diepholz. Dort leben etwa 570 Einwohner auf einer Fläche von 11,44 km².

## Geografie
Klein Lessen liegt im südlichen Bereich der Stadt Sulingen, 4 km südwestlich vom Kernort Sulingen entfernt. Zur Ortschaft Klein Lessen gehören Bockhorn, Dahlskamp, Klein Lessen, Schlahe und Vorwerk.
Nachbargemeinden sind – von Norden aus im Uhrzeigersinn – Rathlosen, Sulingen, Lindern, Barenburg, Varrel und Groß Lessen.
Westlich, an der Grenze zu Groß Lessen, fließt die Kleine Aue.

## Geschichte
Seit der Gebietsreform, die am 1. März 1974 in Kraft trat, ist die vorher selbstständige Gemeinde Klein Lessen eine von fünf Ortschaften der Stadt Sulingen.

## Politik

### Ortsrat
Der Ortsrat, der den Ortsteil Klein Lessen vertritt, setzt sich aus fünf Mitgliedern zusammen. Die Ratsmitglieder werden durch eine Kommunalwahl für jeweils fünf Jahre gewählt. Die aktuelle Amtszeit begann am 1. November 2021 und endet am 31. Oktober 2026.
Bei der Kommunalwahl 2021 ergab sich folgende Sitzverteilung:
- Wählergemeinschaft Klein Lessen (WGK): 5 Sitze

### Ortsbürgermeister
Ortsbürgermeister ist seit 30. Oktober 2018 Tammo Schulze.
Vor ihm waren es:
- 1923–1960: Heinrich Riedemann
- 1964–1966: Wilhelm Riedemann
- 11. November 1986–29. Oktober 2018: Heinz Riedemann

## Baudenkmale
In der Liste der Baudenkmale in Sulingen sind für Klein Lessen neun Einzeldenkmale aufgeführt.

## Wirtschaft und Infrastruktur
Klein Lessen verfügt über einen Kindergarten, eine Freiwillige Feuerwehr und einen Schützenverein.

## Verkehr
Klein Lessen liegt fernab des großen Verkehrs. Die Bundesautobahn 1 verläuft 40 km entfernt westlich. Die von Bassum über Sulingen (Kernort) und Uchte nach Minden führende Bundesstraße 61 verläuft nördlich und östlich, jeweils 3 km entfernt. Die Bundesstraße 214 von Diepholz über Sulingen (Kernort) nach Nienburg verläuft nördlich in 0,5 km Entfernung. 
In Klein Lessen gibt es keine Straßenbezeichnungen, sondern nur Hausnummern, nach denen sich Einwohner, Postboten, Lieferanten und Besucher orientieren müssen.